# عرض المقابل (محلة)

تعديل مصدري - تعديل

عرض المقابل محلة تابعة لقرية الدثية، التابعة لعزلة وادي عصام بمديرية السدة إحدى مديريات محافظة إب في الجمهورية اليمنية.، بلغ تعداد سكانها 28 حسب تعداد اليمن لعام 2004.